# Liste der Nummer-eins-Hits in den Niederlanden (1993)
Dies ist eine Liste der Nummer-eins-Hits in den Niederlanden im Jahr 1993. Sie basiert auf den Nederlandse-Top-40-Singlecharts von Radio 538 und den von der GfK ermittelten Dutch Album Top 100.
In diesem Jahr gab es 12 Nummer-eins-Singles und 14 Nummer-eins-Alben.

## Singles
| ← 1992 ← | Liste der Nummer-eins-Hits in den Niederlanden | Liste der Nummer-eins-Hits in den Niederlanden | Liste der Nummer-eins-Hits in den Niederlanden                                                          | 1994 →                    |
| \| Zeitraum \| Wo. ges. \| Interpret \| Titel Autor(en) \| Zusätzliche Informationen \| \| (Zeitraum, Wochen auf Platz eins, Interpret, Titel, Autor[en], zusätzliche Informationen) \| \| \| \| \| \| ----------------------------------------------------------------------------------------- \| -------- \| ----------------------- \| ------------------------------------------------------------------------------------------------------- \| ------------------------- \| \| 12. Dezember 1992 – 19. Februar 1993 10 Wochen \| 10 \| Whitney Houston \| I Will Always Love You Dolly Parton \| – \| \| 20. Februar 1993 – 5. März 1993 2 Wochen \| 2 \| Roots Syndicate \| Mockin’ Bird Hill Vaughn Horton \| – \| \| 6. März 1993 – 9. April 1993 5 Wochen \| 5 \| 2 Unlimited \| No Limit Musik: Phil Wilde, Jean-Paul Henriette Coster; Text: Anita D. Dels, Raymond L. Slijngaard \| – \| \| 10. April 1993 – 14. Mai 1993 5 Wochen \| 5 \| René Klijn \| Mr. Blue Vincent John Martin \| – \| \| 15. Mai 1993 – 25. Juni 1993 6 Wochen \| 6 \| Haddaway \| What Is Love Musik: Tony Hendrik; Text: Karin Hartmann-Eisenblätter \| – \| \| 26. Juni 1993 – 30. Juli 1993 5 Wochen \| 5 \| UB40 \| (I Can’t Help) Falling in Love with You George David Weiss, Luigi Creatore, Hugo E. Peretti \| – \| \| 31. Juli 1993 – 6. August 1993 1 Woche \| 1 \| Culture Beat \| Mr. Vain Musik: Nosie Katzmann, Stephan Zick; Text: Nosie Katzmann, Jeff Carmichael \| – \| \| 7. August 1993 – 15. Oktober 1993 10 Wochen \| 10 \| 4 Non Blondes \| What’s Up? Linda Perry \| – \| \| 16. Oktober 1993 – 29. Oktober 1993 2 Wochen \| 2 \| Bitty McLean \| It Keeps Rainin’ (Tears from My Eyes) Dave Bartholomew, Antoine Dominique Domino, Robert Charles Guidry \| – \| \| 30. Oktober 1993 – 5. November 1993 1 Woche \| 1 \| Urban Cookie Collective \| The Key: The Secret Rohan Vernon Heath \| – \| \| 6. November 1993 – 17. Dezember 1993 6 Wochen \| 6 \| Meat Loaf \| I’d Do Anything for Love (But I Won’t Do That) Jim Steinman \| – \| \| 18. Dezember 1993 – 7. Januar 1994 3 Wochen \| 3 \| André van Duin \| Het pizzalied (Effe wachte …) Adrianus Marinu Kyvon, Jan Rietman \| – \| |                                                |                                                | |                           |
| ← 1992 |                                                |                                                | | → 1994 →                  |
| Zeitraum | Wo. ges.                                       | Interpret                                      | Titel Autor(en)                                                                                         | Zusätzliche Informationen |
| (Zeitraum, Wochen auf Platz eins, Interpret, Titel, Autor[en], zusätzliche Informationen) |                                                |                                                | |                           |
| 12. Dezember 1992 – 19. Februar 1993 10 Wochen | 10                                             | Whitney Houston                                | I Will Always Love You Dolly Parton                                                                     | –                         |
| 20. Februar 1993 – 5. März 1993 2 Wochen | 2                                              | Roots Syndicate                                | Mockin’ Bird Hill Vaughn Horton                                                                         | –                         |
| 6. März 1993 – 9. April 1993 5 Wochen | 5                                              | 2 Unlimited                                    | No Limit Musik: Phil Wilde, Jean-Paul Henriette Coster; Text: Anita D. Dels, Raymond L. Slijngaard      | –                         |
| 10. April 1993 – 14. Mai 1993 5 Wochen | 5                                              | René Klijn                                     | Mr. Blue Vincent John Martin                                                                            | –                         |
| 15. Mai 1993 – 25. Juni 1993 6 Wochen | 6                                              | Haddaway                                       | What Is Love Musik: Tony Hendrik; Text: Karin Hartmann-Eisenblätter                                     | –                         |
| 26. Juni 1993 – 30. Juli 1993 5 Wochen | 5                                              | UB40                                           | (I Can’t Help) Falling in Love with You George David Weiss, Luigi Creatore, Hugo E. Peretti             | –                         |
| 31. Juli 1993 – 6. August 1993 1 Woche | 1                                              | Culture Beat                                   | Mr. Vain Musik: Nosie Katzmann, Stephan Zick; Text: Nosie Katzmann, Jeff Carmichael                     | –                         |
| 7. August 1993 – 15. Oktober 1993 10 Wochen | 10                                             | 4 Non Blondes                                  | What’s Up? Linda Perry                                                                                  | –                         |
| 16. Oktober 1993 – 29. Oktober 1993 2 Wochen | 2                                              | Bitty McLean                                   | It Keeps Rainin’ (Tears from My Eyes) Dave Bartholomew, Antoine Dominique Domino, Robert Charles Guidry | –                         |
| 30. Oktober 1993 – 5. November 1993 1 Woche | 1                                              | Urban Cookie Collective                        | The Key: The Secret Rohan Vernon Heath                                                                  | –                         |
| 6. November 1993 – 17. Dezember 1993 6 Wochen | 6                                              | Meat Loaf                                      | I’d Do Anything for Love (But I Won’t Do That) Jim Steinman                                             | –                         |
| 18. Dezember 1993 – 7. Januar 1994 3 Wochen | 3                                              | André van Duin                                 | Het pizzalied (Effe wachte …) Adrianus Marinu Kyvon, Jan Rietman                                        | –                         |

## Alben
| ← 1992 ← | Liste der Nummer-eins-Hits in den Niederlanden | Liste der Nummer-eins-Hits in den Niederlanden | Liste der Nummer-eins-Hits in den Niederlanden | 1994 →                    |
| \| Zeitraum \| Wo. ges. \| Interpret \| Titel \| Zusätzliche Informationen \| \| (Zeitraum, Wochen auf Platz eins, Interpret, Titel, zusätzliche Informationen) \| \| \| \| \| \| ------------------------------------------------------------------------------ \| -------- \| -------------------------- \| ---------------------------------- \| ------------------------- \| \| 19. Dezember 1992 – 1. Januar 1993 2 Wochen \| 2 \| Kinderen voor Kinderen \| Kinderen voor Kinderen 13 \| – \| \| 2. Januar 1993 – 8. Januar 1993 1 Woche \| 1 \| (Verschiedene Interpreten) \| Het beste uit de Top 40 van ’92 \| – \| \| 9. Januar 1993 – 19. März 1993 10 Wochen \| 10 \| Whitney Houston \| Bodyguard (Soundtrack) \| – \| \| 20. März 1993 – 30. April 1993 6 Wochen \| 6 \| Eric Clapton \| Unplugged \| – \| \| 1. Mai 1993 – 4. Juni 1993 5 Wochen \| 5 \| BZN (Band Zonder Naam) \| Gold \| – \| \| 5. Juni 1993 – 23. Juli 1993 7 Wochen \| 7 \| 2 Unlimited \| No Limits! \| – \| \| 24. Juli 1993 – 6. August 1993 2 Wochen \| 2 \| U2 \| Zooropa \| – \| \| 7. August 1993 – 27. August 1993 3 Wochen \| 3 \| UB40 \| Promises and Lies \| – \| \| 28. August 1993 – 8. Oktober 1993 6 Wochen \| 6 \| 4 Non Blondes \| Bigger, Better, Faster, More! \| – \| \| 9. Oktober 1993 – 29. Oktober 1993 3 Wochen (insgesamt 12) \| 12 \| Mariah Carey \| Music Box \| – \| \| 30. Oktober 1993 – 12. November 1993 2 Wochen \| 2 \| Pearl Jam \| Vs. \| – \| \| 13. November 1993 – 19. November 1993 1 Woche \| 1 \| BZN (Band Zonder Naam) \| Sweet Dreams \| – \| \| 20. November 1993 – 3. Dezember 1993 2 Wochen \| 2 \| Meat Loaf \| Bat Out of Hell II: Back into Hell \| – \| \| 4. Dezember 1993 – 10. Dezember 1993 1 Woche \| 1 \| Phil Collins \| Both Sides \| – \| \| 11. Dezember 1993 – 24. Dezember 1993 2 Wochen \| 2 \| Kinderen voor Kinderen \| Kinderen voor Kinderen 14 \| – \| \| 25. Dezember 1993 – 28. Januar 1994 5 Wochen \| 5 \| Bryan Adams \| So Far So Good \| – \| |                                                |                                                |                                                |                           |
| ← 1992 |                                                |                                                |                                                | → 1994 →                  |
| Zeitraum | Wo. ges.                                       | Interpret                                      | Titel                                          | Zusätzliche Informationen |
| (Zeitraum, Wochen auf Platz eins, Interpret, Titel, zusätzliche Informationen) |                                                |                                                |                                                |                           |
| 19. Dezember 1992 – 1. Januar 1993 2 Wochen | 2                                              | Kinderen voor Kinderen                         | Kinderen voor Kinderen 13                      | –                         |
| 2. Januar 1993 – 8. Januar 1993 1 Woche | 1                                              | (Verschiedene Interpreten)                     | Het beste uit de Top 40 van ’92                | –                         |
| 9. Januar 1993 – 19. März 1993 10 Wochen | 10                                             | Whitney Houston                                | Bodyguard (Soundtrack)                         | –                         |
| 20. März 1993 – 30. April 1993 6 Wochen | 6                                              | Eric Clapton                                   | Unplugged                                      | –                         |
| 1. Mai 1993 – 4. Juni 1993 5 Wochen | 5                                              | BZN (Band Zonder Naam)                         | Gold                                           | –                         |
| 5. Juni 1993 – 23. Juli 1993 7 Wochen | 7                                              | 2 Unlimited                                    | No Limits!                                     | –                         |
| 24. Juli 1993 – 6. August 1993 2 Wochen | 2                                              | U2                                             | Zooropa                                        | –                         |
| 7. August 1993 – 27. August 1993 3 Wochen | 3                                              | UB40                                           | Promises and Lies                              | –                         |
| 28. August 1993 – 8. Oktober 1993 6 Wochen | 6                                              | 4 Non Blondes                                  | Bigger, Better, Faster, More!                  | –                         |
| 9. Oktober 1993 – 29. Oktober 1993 3 Wochen (insgesamt 12) | 12                                             | Mariah Carey                                   | Music Box                                      | –                         |
| 30. Oktober 1993 – 12. November 1993 2 Wochen | 2                                              | Pearl Jam                                      | Vs.                                            | –                         |
| 13. November 1993 – 19. November 1993 1 Woche | 1                                              | BZN (Band Zonder Naam)                         | Sweet Dreams                                   | –                         |
| 20. November 1993 – 3. Dezember 1993 2 Wochen | 2                                              | Meat Loaf                                      | Bat Out of Hell II: Back into Hell             | –                         |
| 4. Dezember 1993 – 10. Dezember 1993 1 Woche | 1                                              | Phil Collins                                   | Both Sides                                     | –                         |
| 11. Dezember 1993 – 24. Dezember 1993 2 Wochen | 2                                              | Kinderen voor Kinderen                         | Kinderen voor Kinderen 14                      | –                         |
| 25. Dezember 1993 – 28. Januar 1994 5 Wochen | 5                                              | Bryan Adams                                    | So Far So Good                                 | –                         |

## Jahreshitparaden
| ← 1992 ← | Liste der Nummer-eins-Hits in den Niederlanden | Liste der Nummer-eins-Hits in den Niederlanden | Liste der Nummer-eins-Hits in den Niederlanden | 1994 →   |
| \| Singles \| Position# \| Alben \| \| ------------------------------------------------------------------------------------------------------------------------------ \| --------- \| ---------------------------------------- \| \| What’s Up? 4 Non Blondes Linda Perry \| 1 \| Bodyguard (Soundtrack) Whitney Houston \| \| What Is Love Haddaway Musik: Tony Hendrik; Text: Karin Hartmann-Eisenblätter \| 2 \| Unplugged Eric Clapton \| \| No Limit 2 Unlimited Musik: Phil Wilde, Jean-Paul Henriette Coster; Text: Anita D. Dels, Raymond L. Slijngaard \| 3 \| The Naked Truth Golden Earring \| \| All That She Wants Ace of Base Ulf Gunnar Ekberg, Malin Sofia Katarina Berggren, Jonas Petter Berggren, Jenny Cecilia Berggren \| 4 \| Gold – Greatest Hits ABBA \| \| (I Can’t Help) Falling in Love with You UB40 George David Weiss, Luigi Creatore, Hugo E. Peretti \| 5 \| Plugged Paul de Leeuw \| \| Mr. Vain Culture Beat Musik: Nosie Katzmann, Stephan Zick; Text: Nosie Katzmann, Jeff Carmichael \| 6 \| Sweet Hello’s & Sad Goodbyes René Froger \| \| Open Sesame Leila K. Musik: Dag Krister Volle, Douglas Ian Carr; Text: Herbert St. Clair Crichlow \| 7 \| Tutte storie Eros Ramazzotti \| \| Mr. Blue René Klijn Vincent John Martin \| 8 \| Van U wil ik zingen Paul de Leeuw \| \| Living on My Own Freddy Mercury Frederick Mercury \| 9 \| Keep the Faith Bon Jovi \| \| I’d Do Anything for Love (But I Won’t Do That) Meat Loaf Jim Steinman \| 10 \| On the Night Dire Straits \| |                                                |                                                |                                                |          |
| ← 1992 |                                                |                                                |                                                | → 1994 → |
| Singles | Position#                                      | Alben                                          |                                                |          |
| What’s Up? 4 Non Blondes Linda Perry | 1                                              | Bodyguard (Soundtrack) Whitney Houston         |                                                |          |
| What Is Love Haddaway Musik: Tony Hendrik; Text: Karin Hartmann-Eisenblätter | 2                                              | Unplugged Eric Clapton                         |                                                |          |
| No Limit 2 Unlimited Musik: Phil Wilde, Jean-Paul Henriette Coster; Text: Anita D. Dels, Raymond L. Slijngaard | 3                                              | The Naked Truth Golden Earring                 |                                                |          |
| All That She Wants Ace of Base Ulf Gunnar Ekberg, Malin Sofia Katarina Berggren, Jonas Petter Berggren, Jenny Cecilia Berggren | 4                                              | Gold – Greatest Hits ABBA                      |                                                |          |
| (I Can’t Help) Falling in Love with You UB40 George David Weiss, Luigi Creatore, Hugo E. Peretti | 5                                              | Plugged Paul de Leeuw                          |                                                |          |
| Mr. Vain Culture Beat Musik: Nosie Katzmann, Stephan Zick; Text: Nosie Katzmann, Jeff Carmichael | 6                                              | Sweet Hello’s & Sad Goodbyes René Froger       |                                                |          |
| Open Sesame Leila K. Musik: Dag Krister Volle, Douglas Ian Carr; Text: Herbert St. Clair Crichlow | 7                                              | Tutte storie Eros Ramazzotti                   |                                                |          |
| Mr. Blue René Klijn Vincent John Martin | 8                                              | Van U wil ik zingen Paul de Leeuw              |                                                |          |
| Living on My Own Freddy Mercury Frederick Mercury | 9                                              | Keep the Faith Bon Jovi                        |                                                |          |
| I’d Do Anything for Love (But I Won’t Do That) Meat Loaf Jim Steinman | 10                                             | On the Night Dire Straits                      |                                                |          |